# Mégamix (émission de télévision française)
 (décembre 2019).
Si vous disposez d'ouvrages ou d'articles de référence ou si vous connaissez des sites web de qualité traitant du thème abordé ici, merci de compléter l'article en donnant les références utiles à sa vérifiabilité et en les liant à la section « Notes et références ».
Mégamix était une émission diffusée sur La Sept sur France 3 puis Arte.

## Historique
L'émission Mégamix, une émission de télévision française, a été créée par Martin Meissonnier  et produite par Jérôme Walrafen pour la société Série Limitée. 230 émissions ont été tournées et diffusées entre 1989 à 1994. "Megamix" était diffusée à partir de la fin des années 1980 sur La Sept, puis sur France 3 et enfin sur ARTE[réf. souhaitée]. Elle avait pour objectif de présenter la culture et les musiques traditionnelles mélangées aux musiques contemporaines, notamment celles liées aux courants électroniques et aux nouvelles tendances artistiques de l'époque[réf. nécessaire].
L'émission se distinguait par son format innovant et expérimental[source secondaire nécessaire]. Elle mélangeait des clips musicaux, des interviews d'artistes, des reportages sur des événements culturels, et des segments artistiques divers. La mise en scène et le montage étaient souvent avant-gardistes, reflétant l'esprit créatif et expérimental de la culture underground et électronique des années 1980 et 90[source secondaire nécessaire].
"Megamix" était connue pour sa capacité à explorer et à introduire de nouveaux genres musicaux et artistiques, jouant un rôle important dans la diffusion de la culture électronique et alternative en France[source secondaire nécessaire]. L'émission avait une approche très visuelle, avec une attention particulière portée à l'esthétique des clips et des segments filmés, ce qui la rendait particulièrement attrayante pour un public jeune et branché[source secondaire nécessaire]. Elle a été suivie ensuite par l'émission Tracks toujours sur Arte.

## Distinctions
1991 : Meilleure émission musicale pour la jeunesse au FIMAJ de Monte-Carlo